# Grazia Di Michele
Grazia Di Michele (Roma, 9 ottobre 1955) è una cantautrice italiana.

## Biografia

### Anni '70/80
Nata a Roma, di origine abruzzese fondò con Chiara Scotti e Clelia Lamorgese il gruppo musicale Ape di vetro, di matrice antifascista, aprendo i concerti di un altro gruppo, gli Stradaperta. Gran parte dei testi del gruppo affrontavano le tipiche tematiche che la cantante avrebbe sfruttato in seguito nella sua carriera solista, incluse alcune cover di musicisti stranieri.
Lavorò anche per poco tempo a Radio città futura e come disc-jockey. Si esibì per la prima volta nel 1977 al Folkstudio; il suo unico album pubblicato in quel decennio è Cliché. Negli anni Ottanta la cantante pubblicò tre album: Ragiona col cuore, Le ragazze di Gauguin, il cui singolo Sha-la-la viene presentato al Festivalbar diventandone la sigla di apertura e inserito nella ristampa dell'album, e L'amore è un pericolo, che vede la collaborazione di Eugenio Finardi, Vittorio Cosma, Lucio Fabbri.
Con l'album "Le ragazze di Gauguin" nel 1986 si aggiudica la Vela d'argento alla Mostra internazionale di musica leggera di Riva del Garda e acquista una popolarità crescente che le consente di partecipare a programmi televisivi nazionali. Con l'album, prodotto da Lucio fabbri, comincia la collaborazione con la Wea Italia (oggi Warner).

### Anni '90
In questo decennio furono pubblicati l'album omonimo, Confini, e Rudji: il terzo non venne promosso a sufficienza dalla nuova casa discografica (Sony), con la quale si interruppe il sodalizio. La cantante partecipò anche a tre edizioni del Festival di Sanremo: quella del 1990 con Io e mio padre, quella del 1991 con Se io fossi un uomo e a quella del 1993 cantando in coppia con Rossana Casale Gli amori diversi, con cui si aggiudicarono il terzo premio. La Warner Music Vision nello stesso anno, quello della gravidanza, pubblicò una raccolta VHS di tutti i videoclip promozionali girati dall'artista: tre di questi sono diretti da Gabriele Salvatores.

### Anni 2000
In questo decennio uscirono Naturale, Chiamalavita, Respiro e Passaggi segreti. Nel 2001 si diplomò in musicoterapia e tenne delle conferenze sul tema, andando in tour con Enrico Capuano. Nel 2003 compose la musica di un brano per lo Zecchino d'Oro, Il mio fratellino a distanza (Assulaiè) (su testo di Mario Gardini e Giovanni Paolo Fontana), brano vincitore dello Zecchino d'argento che nel 2006 venne scelto da Raffaella Carrà come sigla del suo programma televisivo Amore.
Nel 2003 realizza un tour con Toquinho che la porterà in tutta Italia. Grazia e Toquinho propongono versioni inedite di classici, e ospitano con loro sul palco grandi nomi della musica, tra cui Gino Paoli.
Nel 2003 divenne insegnante di canto nel programma televisivo Amici e viene pubblicato un libro, Le corde dell'anima, scritto da Barbara Mengozzi e Valeria Festa per celebrare i suoi 25 anni di carriera. La casa editrice è la Bastogi. Dal 2004 porta in teatro lo spettacolo Chiamalavita con Maria Rosaria Omaggio. Dallo spettacolo è tratto il cd omonimo in cui furono incise, con arrangiamenti originali, delle canzoni scritte da Italo Calvino oltre ad alcune canzoni del suo repertorio, ri-arrangiate per l'occasione. Lo spettacolo fu presentato anche fuori dall'Italia, in particolare inaugurò la stagione culturale del Palazzo di vetro dell'ONU a New York. Presentò il Festival di Saint Vincent nelle edizioni del 2007, del 2008, del 2009, del 2010 e del 2011 e ricevette la Menzione speciale al Premio Lunezia per il valore "musical-letterario" dell'album Respiro e il premio letterario LuccAutori. Nel 2008 fu protagonista della pièce teatrale "Di' a mia figlia che vado in vacanza", di Denise Chalem, per la regia di Maddalena Fallucchi.

### Anni 2010
In questo decennio uscirono Giverny (Rai Trade), Il mio blu (Nar international) (firmati con Paolo Di Sabatino), Anime, Folli voli (in cui duetta con Ivan Segreto nella Title track), Sante Bambole Puttane. 
Nel 2010 ha insegnato canto e musicoterapia all'Accademia della canzone presso il Conservatorio dell'Aquila e ha diretto l'Accademia di canto moderno nel Conservatorio di Nocera Terinese. Attualmente è insegnante presso l'Accademia Artisti e tiene masterclass in tutt'Italia.
Il 14 dicembre, nella trasmissione televisiva L'Arena condotta da Massimo Giletti, venne ufficializzata la sua ammissione al Festival di Sanremo 2015, dove interpretò con Mauro Coruzzi il brano Io sono una finestra, arrivando in finale e piazzandosi infine al 16º posto. Il brano è dedicato alla transessualità e alla lotta alla transfobia. Il brano si aggiudicò il premio Lunezia per il miglior testo e il 2º posto del premio della critica.
Sulla scorta del successo sanremese insieme a Mauro Coruzzi portò nei teatri lo spettacolo "Io non so mai chi sono", scritto da lei stessa in collaborazione con Nicola Cirillo.
Nel settembre 2015 partecipò all'iniziativa della rivista Musica Jazz in ricordo di Sergio Endrigo per il decennale della scomparsa, interpretando Tutto l'amore del mondo (caro papà) nella raccolta Momenti di jazz. L'album Folli voli, del 2018, le ha valso la candidatura alla Targa Tenco 2018 come miglior interprete. Dall'album sono tratti due singoli: Folli voli, cantato in duetto con Ivan Segreto, e Come la musica, il cui video porta la firma del regista colombiano Leonardo Serrani. Sempre nel 2018 ha ricevuto il Premio Mia Martini. Nel 2019 esce il suo primo libro, Apollonia e il nuovo disco Sante Bambole Puttane. Dal disco viene tratto uno spettacolo teatrale, scritto con il collaboratore Nicola Cirillo, in cui alterna monologhi alle canzoni del disco. 
Nel 2019 ha diretto il festival per cantautori "A tu per tu", presso il Teatro Golden di Roma, ospitando tra gli altri Morgan, Syria, Carlo Marrale, Mariella Nava, Bungaro.

### Anni 2020
Nel 2020 con Ernesto Bassignano coordina il progetto discografico "Ritratti d'autore", in cui vari artisti interpretano inediti di Umberto Bindi. Tra questi Bungaro, Giovanna Famulari, Renato Zero, Patrizia Laquidara.
Comincia una collaborazione con le due amiche cantautrici Rossana Casale e Mariella Nava, che sfocia in un tour e in un progetto discografico, il cui primo singolo esce a ottobre 2020 e si intitola Segnali Universali e il secondo, intitolato Anime di vetro, esce a marzo 2021.
Il 30 gennaio 2021 pubblica un nuovo singolo, intitolato Madre Terra, con relativo video, firmato da Ari Takahashi. Un mantra ecologista della durata insolita di 8 minuti. Il singolo ispira anche in concept del tour estivo intitolato "Terra!" che vede Fabrizio Mocata al piano e Eleonora Bianchini alla voce e alle percussioni.
A settembre parte in Sardegna il tour "Poesie di carta", concerto dedicato al repertorio cantautorale di Marisa Sannia. Il tour prosegue con una data romana e altre 4 date in Sardegna. 
Il 14 febbraio 2022 pubblica Lasciati amare, un brano ispirato, scritto dal collaboratore Nicola Cirillo e arrangiato a New York da Phil De Laura. In breve il brano entra nelle playlist di «healing music» di tutto il mondo. 
A luglio due autori Grammy scrivono per Grazia Di Michele il nuovo singolo Todavia vida, si tratta di Fernando Osorio e Santiago Larramendi.
Nello stesso anno esce Trialogo, album realizzato in collaborazione con le colleghe Rossana Casale e Mariella Nava, lanciato in radio dal singolo Io sono l'amore.
All'attività discografica affianca quella di direttrice artistica del festival "Tulipani di seta nera", sezione videoclip, incarico che le viene confermato anche per i due anni successivi.
Il nuovo brano "Come un mandala" diventa sigla del festival. 
Nel 2024 le viene affidato l'incarico di direzione artistica del festival Effetto Venezia. In quell'occasione crea un cartellone con 160 eventi e ospita concerti di artisti internazionali del calibro di Noa, Toquinho, Enzo Avitabile, Eugenio Bennato e tanti alti. L'edizione  del Festival fa registrare numeri da record (oltre 180.000 presenze) e le viene confermato l'incarico anche per il 2025, per la 40° edizione del Festival. Anche la nuova edizione registra numeri da record, tanto più se si considera che la sua direzione è molto attenta a coniugare intrattenimento, cultura e impegno sociale. Nel 2025 invita ospiti come Eugenio Finardi, Antonella Ruggiero, Dirotta su Cuba, Amii Stewart, Patty Pravo, Gino Cecchettin, Pierdavide Carone e tanti altri.

## Partecipazioni al Festival di Sanremo
| Anno | Categoria | Brano                | Duettante      | Versione inglese | Cover   | Piazzamento |
| ---- | --------- | -------------------- | -------------- | ---------------- | ------- | ----------- |
| 1990 | Campioni  | Io e mio padre       | -              | Nicolette Larson | -       | 14º         |
| 1991 | Campioni  | Se io fossi un uomo  | -              | Randy Crawford   | -       | 16º         |
| 1993 | Campioni  | Gli amori diversi    | Rossana Casale | -                | -       | 3º          |
| 2015 | Campioni  | Io sono una finestra | Mauro Coruzzi  | -                | Alghero | 16º         |

## Discografia

### Album in studio
- 1978 - Cliché
- 1983 - Ragiona col cuore
- 1986 - Le ragazze di Gauguin
- 1988 - L'amore è un pericolo
- 1991 - Grazia Di Michele
- 1993 - Confini
- 1995 - Rudji
- 2001 - Naturale
- 2005 - Chiamalavita
- 2005 - Respiro
- 2009 - Passaggi segreti
- 2012 - Giverny (con Paolo Di Sabatino Trio)
- 2015 - Il mio blu
- 2018 - Folli voli
- 2019 - Sante Bambole Puttane
- 2022 - Trialogo (Cantautrici) (con Rossana Casale e Mariella Nava)
- 2023 - Una storia d'amore - cantano Luigi Tenco e Dalida (con Giovanni Nuti)
- 2024 - Le Stagioni Del Cuore In 50 Canzoni (con Paolo Di Sabatino Trio)

### Raccolte
- 1990 - Raccolta
- 2006 - Le più belle canzoni di Grazia Di Michele
- 2019 - Playlist di Grazia Di Michele

### EP
- 2017 - Anime

### Singoli
- 1978 - I sogni/(Ricomincio) Da zero
- 1979 - Sera/Tu puoi fingere
- 1983 - Ragiona col cuore/Promesse
- 1986 - Le ragazze di Gauguin/Stai con me
- 1987 - Sha la la/Manuela
- 1988 - Solo i pazzi sanno amare/Ombrelli sui boulevards
- 1990 - Io e mio padre/Le donne e la vita
- 1991 - Se io fossi un uomo/Se io fossi un uomo (con Randy Crawford)
- 1991 - Se io fossi un uomo/Giuramenti - Se io fossi un uomo (con Randy Crawford)
- 1991 - Valentino/Giuramenti
- 1993 - Gli amori diversi (con Rossana Casale)
- 1993 - Occhi di donne
- 2003 - Come mi penserai
- 2006 - Habi
- 2006 - Le donne d'autunno
- 2009 - Il mare in una stanza
- 2011 - Francesco (con Paolo Di Sabatino)
- 2015 - Io sono una finestra
- 2017 - Anime (con Kaiti Garbi e Maurizio Lauzi)
- 2018 - Folli voli (con Ivan Segreto)
- 2018 - Come la musica
- 2018 - La gente che parla
- 2019 - Lora
- 2019 - Amina
- 2019 - Raya
- 2020 - Il Tempio
- 2020 - Segnali universali (con Rossana Casale e Mariella Nava)
- 2020 - Algoritmo Soldi (con gli Artico)
- 2021 - Madre Terra (Mama Dunia)
- 2021 - Anime di vetro (con Rossana Casale e Mariella Nava)
- 2021 - Miraggio (con Ziad Trabelsi)
- 2021 - Sotto un altro cielo (con Rossana Casale e Mariella Nava)
- 2022 - Lasciati amare
- 2022 - Io sono l’amore (con Rossana Casale e Mariella Nava)
- 2022 - Todavía Vida (Lo Mejor De Este Vicio) (con Fabrizio Mocata ed Eleonora Bianchini)
- 2022 - Dall'altra parte
- 2023 - Dalle parti del cuore
- 2023 - Ti meriti un amore
- 2023 - Come un mandala
- 2023 - Piccole e grandi cose di te (con Giovanni Nuti)
- 2024 - E così sia (con Paolo Di Sabatino Trio)
- 2024 - Nina
- 2024 - Fortuna (con Papiro)
- 2025 - Stare bene a metà (con Massimo Faraò Trio)